# Georges Hénocque
Georges Hénocque (1870-1959) est un aumônier militaire catholique français qui a exercé son sacerdoce sur le front durant la Première Guerre mondiale, puis à l'école militaire de Saint-Cyr, et qui a été résistant déporté pendant la Seconde Guerre mondiale.  

## Biographie
Il naît le 13 octobre 1870 à Amiens, d'un père tourneur en métaux et d'une mère repasseuse.
En 1890, il est « étudiant ecclésiastique » au séminaire de Saint-Riquier, et à ce titre il est dispensé de service militaire.
Devenu prêtre, ses nominations le conduisent à Berck (1895), Amiens (1895), Oissy (1897), Montdidier (1906), Amiens (1911) puis Saint-Sauveur (de 1911 au début de la guerre de 1914-1918),.

### Première Guerre mondiale
Il est mobilisé en août 1914 en qualité d'aumônier divisionnaire dans le 2e corps d'armée, dont il devient aumônier des brancardiers de corps.
Sa conduite héroïque et son dévouement vis-à-vis des soldats au combat lui valent trois blessures, douze citations, la croix de guerre et la Légion d'honneur,, et les poilus lui décernent le titre  d’« as des aumôniers militaires »,,.

### Aumônier de Saint-Cyr
De 1921 à 1939, il est responsable de l'aumônerie de l'École spéciale militaire de Saint-Cyr
.

### Seconde Guerre mondiale
En 1944, il dessert la paroisse d'Enghien-les-Bains. Ses prises de position publiques ouvertement anti-allemandes provoquent sa convocation à la Gestapo du 11 rue des Saussaies le 1er août 1944, son arrestation à la suite de la confirmation de ses propos, son emprisonnement à la prison de Fresnes, et sa déportation en Allemagne par le convoi du 15 août 1944 (convoi des 57 000), à Buchenwald puis à Dachau, où il poursuit sa mission d'aumônier, ce qui l'amène à échapper de justesse à la mort.
Il est officiellement reconnu déporté résistant du 1er août 1944 au 15 mai 1945 par les autorités françaises,.

### Fin de vie
Il cesse son activité pastorale en 1959 et meurt à Paris le 23 mars 1959 au 277bis rue Saint-Jacques (une des adresses de l'hôpital du Val-de-Grâce),.
Il est inhumé au cimetière de Gentilly.

## Ouvrages
- Antoine Redier et Georges Hénocque, Les Aumôniers militaires français, 496-1939, Paris, Flammarion, 1940, 254 p. (OCLC 459717504, BNF 32560279, présentation en ligne)
- Georges Hénocque, Les Antres de la bête... Fresnes, Buchenwald Dachau, Paris, G. Durassié, 1947, 253 p. (OCLC 494262504, BNF 32236672, présentation en ligne)

## Distinctions

### Décorations
- Grand officier de la Légion d'honneur (décret du 28 septembre 1957[17]), plaque et décoration remises par le colonel honoraire Alfred Jacobson le 16 novembre 1957[17] ; chevalier en 1915, officier en 1920, commandeur en 1946[17],[3]
- Croix de guerre 1914-1918, palme d'argent (11 citations dont 3 à l'ordre de l'armée)[18],[19]
- Croix de guerre 1939-1945 (2 citations dont 1 à l'ordre de l'armée)[19]
- Médaille de la Résistance française avec rosette (décret du 31 mars 1947)[20]
- Insigne des blessés militaires (trois blessures de guerre)[19]
- Croix de guerre (Belgique)[21]

### Prix et médaille
- En 1948, l'Académie française lui décerne son prix d'histoire Général-Muteau[22]
- En 1951 il reçoit en Sorbonne la Grand-croix de la Fédération française du dévouement[4]

### Odonymie
- Par délibération municipale du 29 juillet 1960, une rue d'Amiens est baptisée à son nom[13]
- Une rue d'Enghien-les-Bains porte également son nom[23]
- Depuis 1968, son nom est donné à une place du 13e arrondissement de Paris[24],[25]

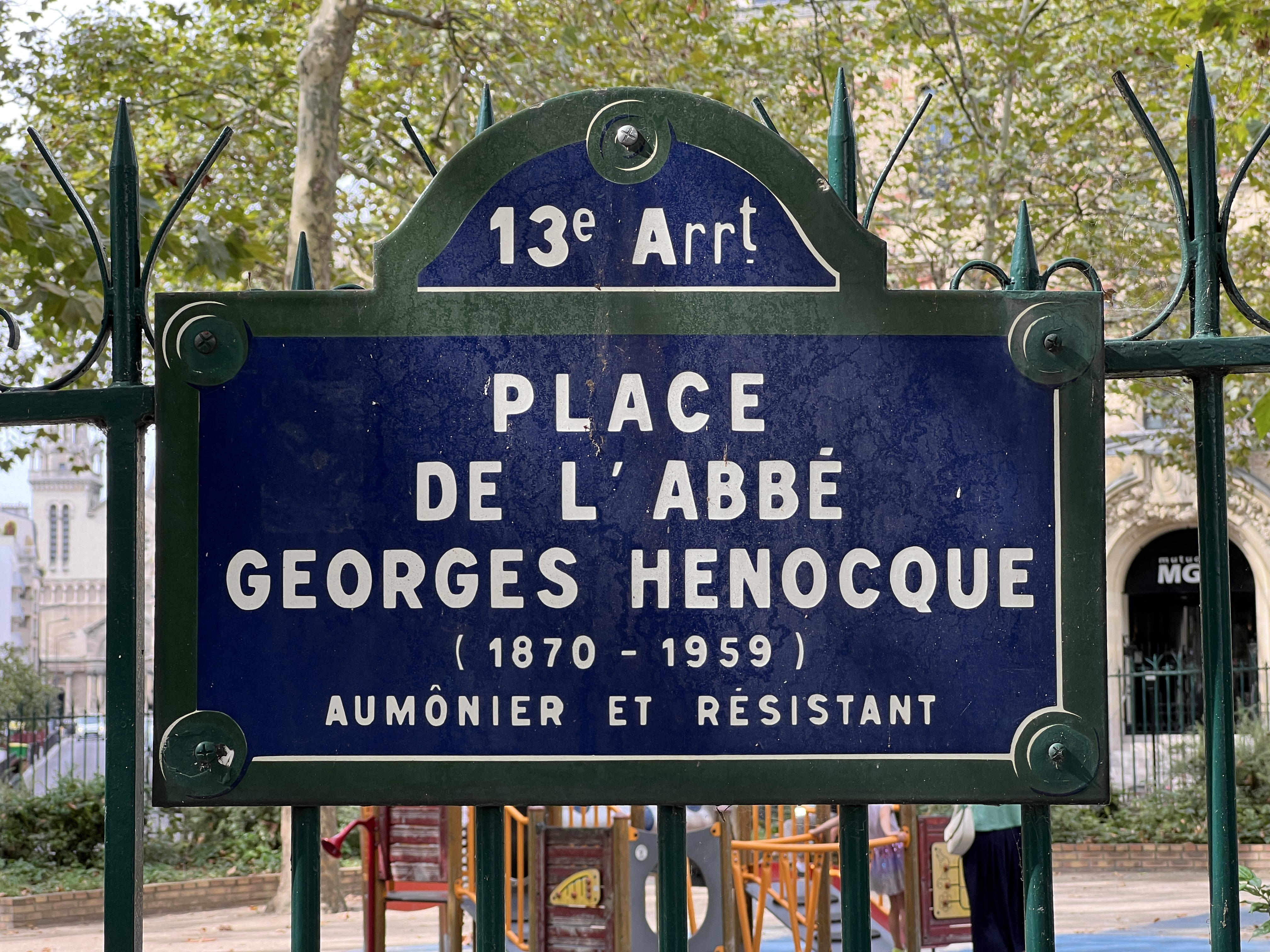
Plaque de la place de l’Abbé Georges Henocque, Paris